# Sauris contorta
Sauris contorta är en fjärilsart som beskrevs av W. Warren 1897. Sauris contorta ingår i släktet Sauris och familjen mätare. Inga underarter finns listade.